# Pholcus bessus
Pholcus bessus is een spinnensoort uit de familie trilspinnen (Pholcidae). De soort komt voor in China.